# Bonavista
|  | Per a altres significats, vegeu «Bonavista (desambiguació)». |

Bonavista és una entitat de població del municipi de Tarragona, situada a l'oest del terme i entre les carreteres de Reus i de València, a tocar del límit amb la Canonja. L'any 2019 tenia 8.900 habitants.
S'hi troba l'Escola Joan XXIII, centre educatiu privat, promogut per l'Arquebisbat de Tarragona i gestionat pels Germans Maristes. També, amb el naixement del barri, es va fundar l'Escola de Bonavista, impulsada per l'Associació de Veïns del barri als anys 70.
Tradicionalment formava part del municipi de la Canonja, el qual fou agregat al de Tarragona el 1964. Quan la Canonja va atènyer la reconstitució en municipi (2010), Bonavista, emperò, restà com a part integrant del municipi de Tarragona.
A l'esplanada entre Bonavista i Campclar, cada diumenge s'hi instal·la el mercat setmanal de Bonavista, amb més de 800 parades. És considerat un dels mercats ambulants més grans d'Europa.
Des del 1982 cada any s'hi acull una Fira d'Abril amb gran participació. El 2018 s'han recuperat les casetes tradicionals d'aquestes celebracions que s'havien abandonat uns anys abans amb motiu de la crisi.